# Hans Jæger

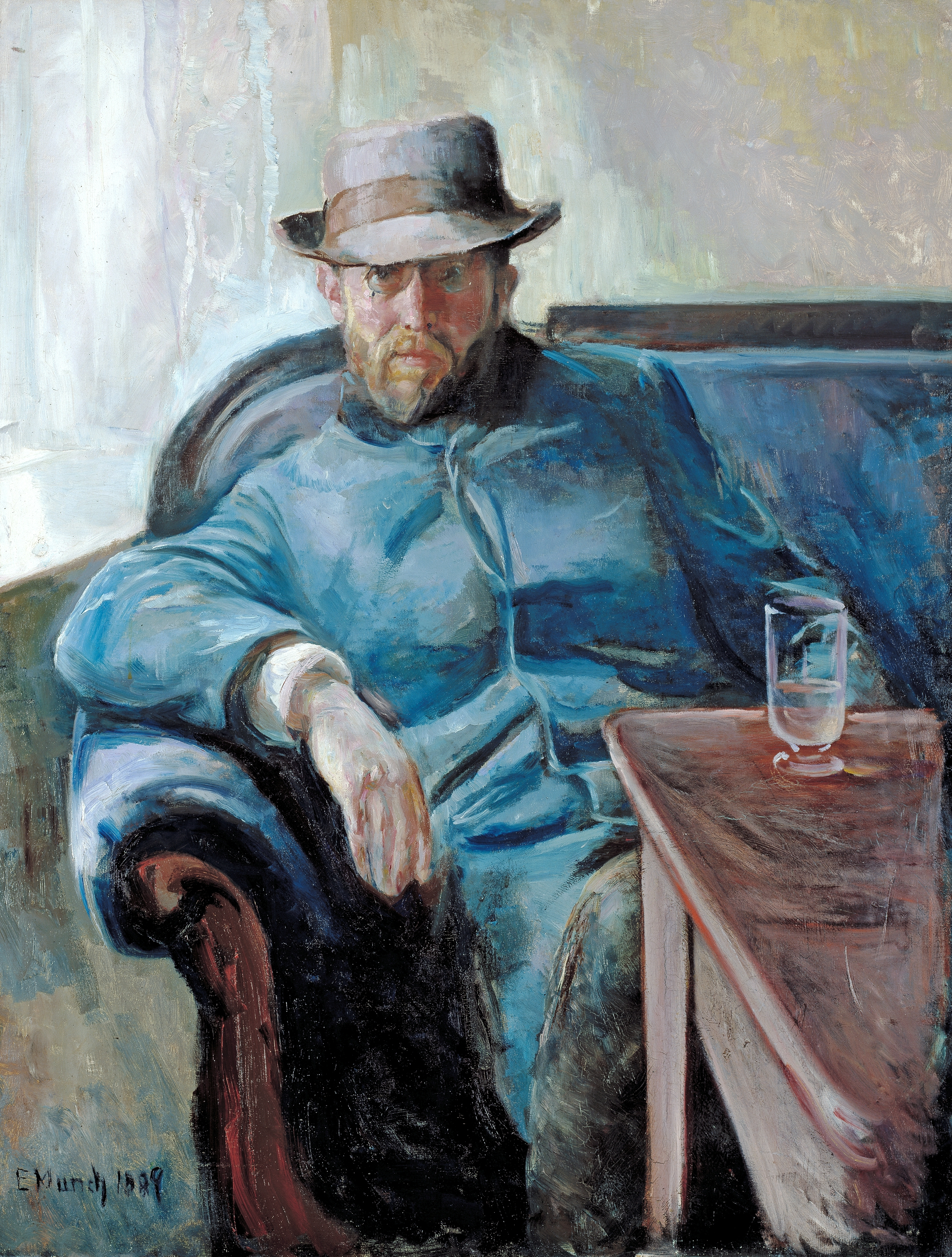
Edvard Munch portret Hansa Jægera z 1889

Hans Henrik Jæger (ur. 2 września 1854, zm. 8 lutego 1910 w Oslo) – norweski pisarz i publicysta, działacz anarchistyczny.
Był jednym z przywódców Bohemy Kristiańskiej (nazwanej od ówczesnej nazwy Oslo) skupiającej artystów walczących o nowy porządek moralny i artystyczny. W swojej twórczości atakował mieszczańskie środowisko, głównie w sferze obyczajowej i religijnej, oraz głosił idee wolnej miłości. Był autorem słynnej powieści erotycznej Fra Kristiana Bohemen (1885) oraz innych powieści, nowel, dramatów i esejów.